# Игнатов, Игорь Владимирович (актёр)
Игорь Владимирович Игнатов — российский актёр, сценарист, драматург.

## Биография
Игорь Игнатов родился в Энгельсе 4 ноября 1980 года.
В 2002 году поступил на театральный факультет СГК им. Собинова, который окончил в 2006 году (курс Григория Аредакова и Эльвиры Данилиной).
По окончании театрального вуза был принят в труппу Саратовского государственного академического театра драмы имени И. А. Слонова.
В октябре 2010 года на малой сцене Саратовского театра драмы состоялась премьера спектакля по рассказам Игоря Игнатова «Город Ангелов» (или авторское название «Рай-центр»). Сам автор также занят в постановке в качестве актёра.
В 2013 году пьеса «Блаженны» была представлена на международном театральном фестивале «Пять вечеров».
В мае 2014 года на третьей сцене Саратовского театра драмы состоялась премьера ещё одного спектакля по пьесе Игоря Игнатова «Свирели из карамели».
В 2014 году пьеса Игоря Владимировича «Блаженны» вошла в шорт-лист независимой литературной премии «Дебют» в номинации «Драматургия».
В 2016 году, в рамках Всероссийского фестиваля драматургов «Авторская сцена-2016», пьеса «Блаженны» была показана в Саратовском театре драмы.

## Роли в театре

### Саратовский государственный академический театр драмы имени И.А. Слонова
- 2005 — «Ловит волк — ловят и волка» («Волки и овцы» А. Н. Островского). Режиссёр: Елена Чёрная — Маляр
- 2006 — «Трамвай „Желание“» Теннесси Уильямса. Режиссёр: Марина Глуховская — Хулио Родригес
- 2006 — «12 месяцев» С. Маршака. Режиссёр: Алексей Зыков — январь
- 2006 — «Ночь ошибок» О. Голдсмита. Режиссёр: Римма Белякова — Роджер
- 2007 — «Преступление и наказание» Ф. М. Достоевского. Режиссёр: Марина Глуховская — Савелий
- 2008 — «Гамлет» Шекспира. Режиссёр: Марина Глуховская — Марцел
- 2008 — «Гонза и волшебные яблоки» пьеса Майи Береговой по мотивам «Озорных сказок» Йозефа Лады. Режиссёр: Ансар Халилуллин — Пан Пуля
- 2009 — «Условные единицы» Виктории Никифоровой. Режиссёр: Ансар Халилуллин
- 2010 — «Город ангелов» Игоря Игнатова. Режиссёр: Даниил Безносов — Коля Кляча
- 2011 — «Чудо Святого Антония» Мориса Метерлинка. Режиссёр: Ансар Халилуллин — полицейский
- 2013 — «Класс Бенто Бончева» Максима Курочкина. Режиссёр: Михаил Угаров — Журналист
- 2014 — «Ба» Юлия Тупикина. Режиссёр: Сергей Щипицин — Тихон
- 2014 — «Всё мои сыновья» Артура Миллера. Режиссёр: Николай Дручек — Фрэнк Льюби
- 2015 — «Сошедший с поезда» Алексея Слаповского. Режиссёр: Алексей Слаповский — Автор и Полицейский

## Критика
Театральный обозреватель Ирина Крайнова, рецензируя на страницах журнала «Страстной бульвар, 10» сценическую композицию Саратовского академического театра драмы «Город ангелов», поставленную по коротким рассказам Игоря Игнатова, назвала последние литературным, достаточно смешным, в меру «чернушным», в чём-то трогательным текстом. По мнению Крайновой, самым смешным оказался сюжет в погребе.
Театральный критик Борис Цекиновский, рассказывая на страницах журнала «Страстной бульвар, 10» о прошедшем в Саратове Всероссийском семинаре драматургов «Авторская сцена», уделил почти страницу текста пьесе Игоря Игнатова «Блаженны», персонажи которой являются жителями города Ершов — одного из районных центров Саратовской области. По утверждению Цекиновского, Игнатов любит всех персонажей своей пьесы, сочувствует им всем, даже весьма неприглядно выглядящим. Три новеллы пьесы, обладающие самостоятельными сюжетами, объединяет, по мнению Цекиновского, не лишённый поэзии особый авторский взгляд на жителей Ершова. По ощущениям Цекиновского, новеллы переделаны из прозаических произведений, путём не умаляющего достоинств пьесы, часто используемого в современном театре приёма распределения текста «от автора» по репликам задействованных персонажей. Цекиновский указал на нехватку неожиданных парадоксальных поворотов, которые могли бы сделать пьесу более выигрышной.